# Brissarthe
Brissarthe est une ancienne commune française située dans le département de Maine-et-Loire, en région Pays de la Loire.
Le 15 décembre 2016, la commune  fusionne au sein de la commune nouvelle des Hauts d'Anjou et devient commune déléguée.

## Géographie

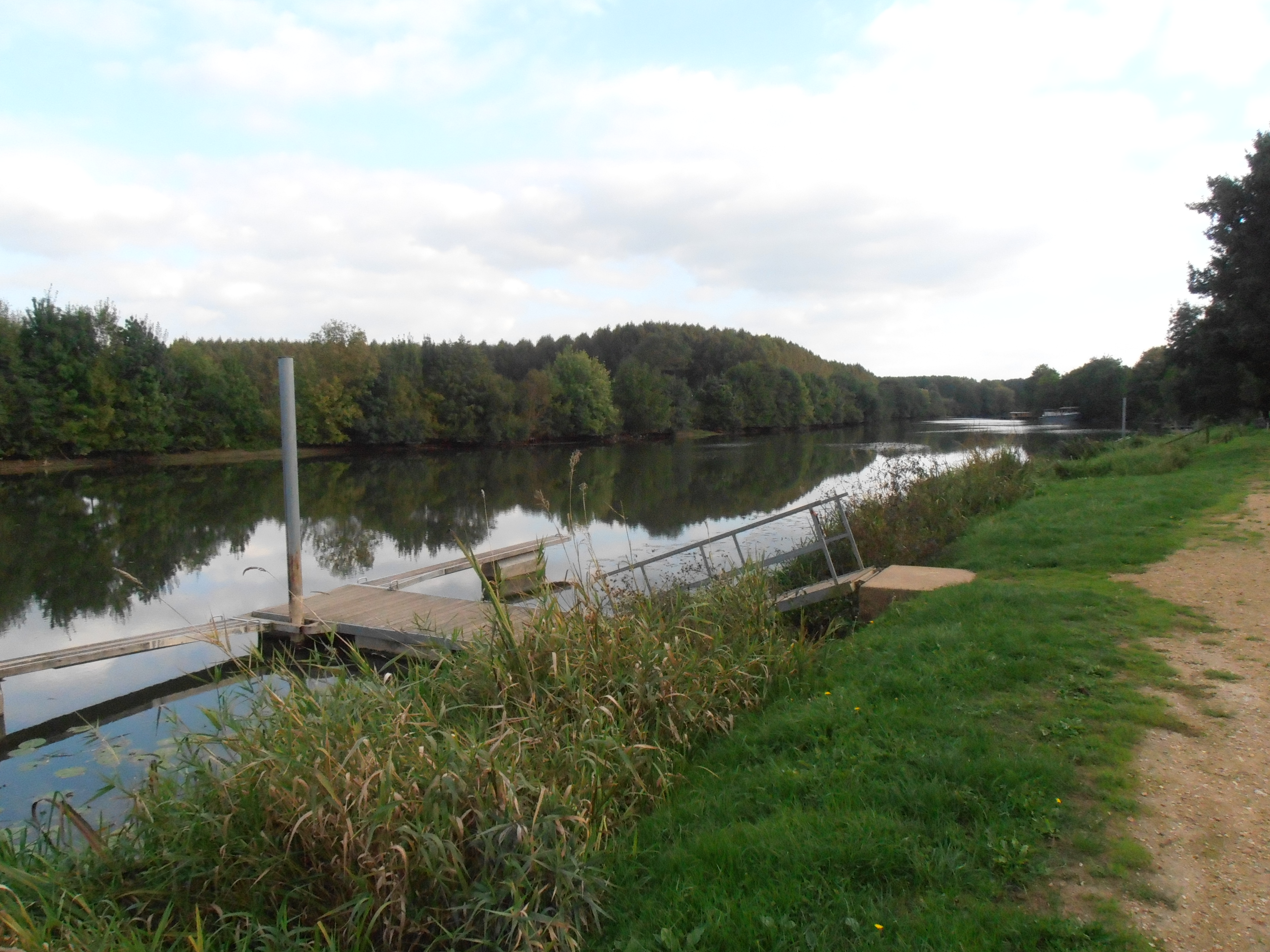
Le port de Brissarthe.

Commune angevine de la partie orientale du Segréen, Brissarthe se situe en rive droite de la Sarthe (rivière), sur la route D 108 Chemiré-sur-Sarthe - Châteauneuf-sur-Sarthe.
La rivière la Sarthe traverse son territoire.

## Urbanisme
En 2009 on trouvait 334 logements sur la commune de Brissarthe, dont 76 % étaient des résidences principales, pour une moyenne sur le département de 91 %, et dont 76 % des ménages en étaient propriétaires.

## Toponymie
L'étymologie du mot Brissarthe est « passage sur la Sarthe » (bria = pont).

## Histoire
Brissarthe a laissé son nom à une bataille qui s'y est déroulée le 2 juillet 866 entre Francs et une troupe de Bretons alliée pour un temps aux Vikings et fut marquée par la mort du marquis de Neustrie, Robert le Fort (marche de Neustrie) et par le comte de Poitiers et duc d'Aquitaine Ramnulf Ier.
Pendant la Première Guerre mondiale, 19 habitants perdent la vie. Lors de la Seconde Guerre mondiale, trois habitants sont tués.
Un rapprochement intervient en 2016. Le 15 décembre, les communes de Brissarthe, Champigné, Contigné, Cherré, Marigné, Querré et Sœurdres, s'associent pour former la commune nouvelle des Hauts d'Anjou. Brissarthe en devient une commune déléguée. Un nouveau regroupement intervient en 2019 avec l'intégration de la commune de Châteauneuf-sur-Sarthe, qui devient alors le siège de la nouvelle commune.

## Politique et administration

### Administration municipale

#### Administration actuelle
Depuis le 15 décembre 2016, Brissarthe constitue une commune déléguée au sein de la commune nouvelle des Hauts-d'Anjou, et dispose d'un maire délégué.
| Période                                  | Période  | Identité        | Étiquette | Qualité |
| ---------------------------------------- | -------- | --------------- | --------- | ------- |
| décembre 2016                            | mai 2020 | Alain Bourrier  |           |         |
| mai 2020                                 |          | Rachel Santenac |           |         |
| Les données manquantes sont à compléter. |          |                 |           |         |

#### Administration ancienne
| Période                                  | Période       | Identité        | Étiquette | Qualité                        |
| ---------------------------------------- | ------------- | --------------- | --------- | ------------------------------ |
| Les données manquantes sont à compléter. |               |                 |           |                                |
| 1995                                     | janvier 2006  | Gabriel Cartier |           | Exploitant agricole retraité   |
| 2006                                     | novembre 2012 | Michel Souchaud |           | Professeur de collège retraité |
| mars 2014                                | décembre 2016 | Alain Bourrier  |           | Militaire en retraite          |

### Ancienne situation administrative
La commune était membre de la communauté de communes du Haut-Anjou, elle-même membre du syndicat mixte Pays de l'Anjou bleu, Pays segréen. Le 15 décembre 2016, la commune nouvelle de Les Hauts-d'Anjou entraine sa substitution dans les établissements de coopération intercommunale.

### Jumelages
- Kirschhausen (Allemagne),
- Sonderbach (Allemagne),
- Mittershausen-Scheuerberg (Allemagne),
- Wald-Erlenbach (Allemagne)[12].

## Population et société

### Démographie

#### Évolution démographique
L'évolution du nombre d'habitants est connue à travers les recensements de la population effectués dans la commune depuis 1793. À partir du 1er janvier 2009, les populations légales des communes sont publiées annuellement dans le cadre d'un recensement qui repose désormais sur une collecte d'information annuelle, concernant successivement tous les territoires communaux au cours d'une période de cinq ans. 
Pour les communes de moins de 10 000 habitants, une enquête de recensement portant sur toute la population est réalisée tous les cinq ans, les populations légales des années intermédiaires étant quant à elles estimées par interpolation ou extrapolation. Pour la commune, le premier recensement exhaustif entrant dans le cadre du nouveau dispositif a été réalisé en 2008,.
En 2014, la commune comptait 624 habitants, en évolution de −0,32 % par rapport à 2009 (Maine-et-Loire : +3,3 %, France hors Mayotte : +2,49 %).
| 1793  | 1800 | 1806 | 1821  | 1831  | 1836  | 1841  | 1846  | 1851  |
| ----- | ---- | ---- | ----- | ----- | ----- | ----- | ----- | ----- |
| 1 052 | 974  | 995  | 1 006 | 1 061 | 1 012 | 1 020 | 1 024 | 1 018 |

| 1856  | 1861 | 1866 | 1872 | 1876 | 1881 | 1886 | 1891 | 1896 |
| ----- | ---- | ---- | ---- | ---- | ---- | ---- | ---- | ---- |
| 1 035 | 997  | 986  | 904  | 920  | 860  | 840  | 849  | 805  |

| 1901 | 1906 | 1911 | 1921 | 1926 | 1931 | 1936 | 1946 | 1954 |
| ---- | ---- | ---- | ---- | ---- | ---- | ---- | ---- | ---- |
| 762  | 793  | 777  | 638  | 643  | 653  | 619  | 633  | 622  |

| 1962 | 1968 | 1975 | 1982 | 1990 | 1999 | 2008 | 2013 | 2014 |
| ---- | ---- | ---- | ---- | ---- | ---- | ---- | ---- | ---- |
| 645  | 621  | 519  | 514  | 521  | 528  | 617  | 621  | 624  |

#### Pyramide des âges
La population de la commune est relativement âgée. Le taux de personnes d'un âge supérieur à 60 ans (22,8 %) est en effet supérieur au taux national (21,8 %) et au taux départemental (21,4 %). Contrairement aux répartitions nationale et départementale, la population masculine de la commune est supérieure à la population féminine (49,8 % contre 48,7 % au niveau national et 48,9 % au niveau départemental).
La répartition de la population de la commune par tranches d'âge est, en 2008, la suivante :
- 49,8 % d’hommes (0 à 14 ans = 22,8 %, 15 à 29 ans = 14 %, 30 à 44 ans = 21,5 %, 45 à 59 ans = 20,5 %, plus de 60 ans = 21,2 %) ;
- 50,2 % de femmes (0 à 14 ans = 19,4 %, 15 à 29 ans = 15,8 %, 30 à 44 ans = 21,6 %, 45 à 59 ans = 18,7 %, plus de 60 ans = 24,5 %).

| Hommes | Classe d’âge | Femmes |
| ------ | ------------ | ------ |
| 0,0    | 90 ans ou +  | 0,3    |
| 6,5    | 75 à 89 ans  | 11,3   |
| 14,7   | 60 à 74 ans  | 12,9   |
| 20,5   | 45 à 59 ans  | 18,7   |
| 21,5   | 30 à 44 ans  | 21,6   |
| 14,0   | 15 à 29 ans  | 15,8   |
| 22,8   | 0 à 14 ans   | 19,4   |

| Hommes | Classe d’âge | Femmes |
| ------ | ------------ | ------ |
| 0,4    | 90 ans ou +  | 1,1    |
| 6,3    | 75 à 89 ans  | 9,5    |
| 12,1   | 60 à 74 ans  | 13,1   |
| 20,0   | 45 à 59 ans  | 19,4   |
| 20,3   | 30 à 44 ans  | 19,3   |
| 20,2   | 15 à 29 ans  | 18,9   |
| 20,7   | 0 à 14 ans   | 18,7   |

## Économie

### Revenus de la population et fiscalité
Le revenu fiscal médian par ménage était en 2010 de 16 836 €, pour une moyenne sur le département de 17 632 €.
En 2009, 50 % des foyers fiscaux étaient imposables, pour 51 % sur le département.

### Tissu économique
Sur 53 établissements présents sur la commune à fin 2010, 32 % relevaient du secteur de l'agriculture (pour une moyenne de 17 % sur le département), 2 % du secteur de l'industrie, 23 % du secteur de la construction, 34 % de celui du commerce et des services et 9 % du secteur de l'administration et de la santé.

## Culture locale et patrimoine

### Lieux et monuments

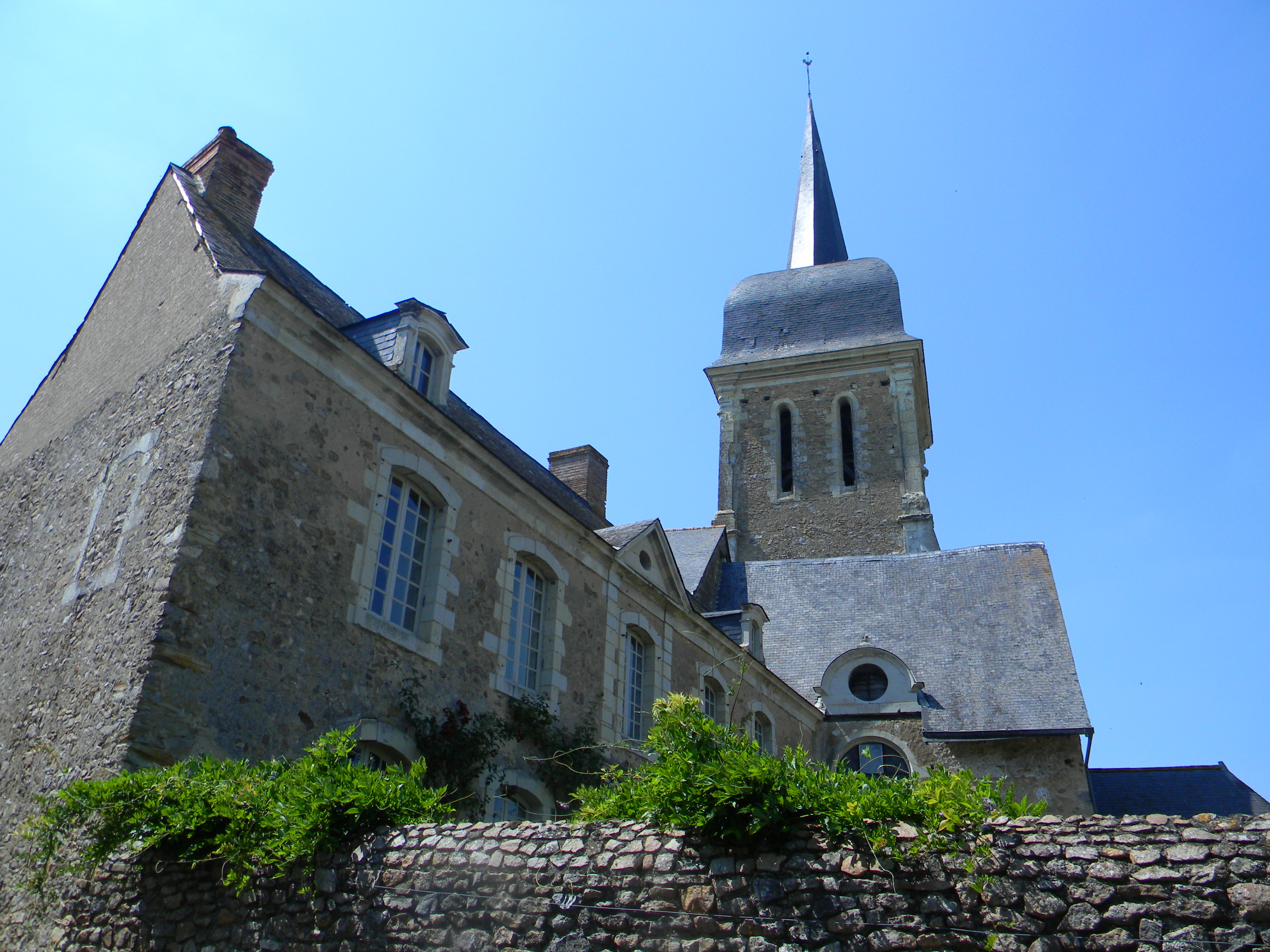
L'église Notre-Dame de Brissarthe et le presbytère.

- L'église Notre-Dame de Brissarthe et le presbytère.Église Notre-Dame[19] ;

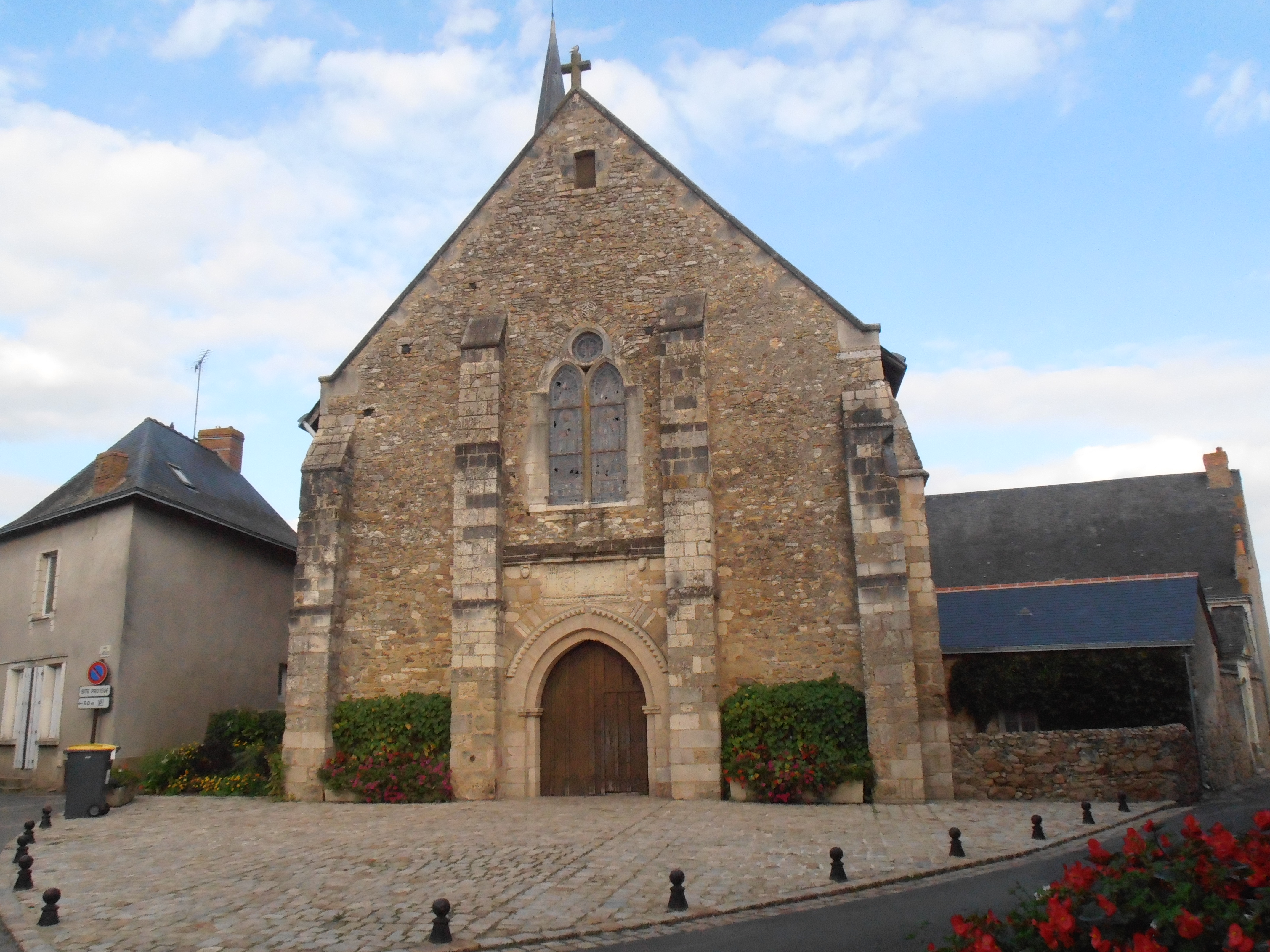
La façade de l'église Notre-Dame.

- La façade de l'église Notre-Dame.Manoir de la Coutardière[20]

### Personnalités liées à la commune
- Robert le Fort, ancêtre de la dynastie capétienne, comte de Tours et d'Anjou, marquis de Neustrie, mort à Brissarthe lors de la bataille de Brissarthe contre les Vikings en 866 (la place de l'église porte son nom).
- Jacques Bruneau de La Mérousière (1768-1794), sieur de la Mérousière en Brissarthe, né à Brissarthe, chef chouan.
- Maurice Couailler, né à Brissarthe le 13 mai 1869, fils de Jacques Couailler et de Camille Rottier, prix de poésie 1909 de l'Académie française avec une pièce en vers, Au tombeau de Virgile.